# بیسترینسکی گولتس
بیسترینسکی گولتس (انگلیسی: Bystrinsky Golets) یک کوه در سرزمین زابایکالسکی ناحیه فدرالی خاور دور کشور روسیه است.